# Abraham Reartes
Abraham Gabriel Reartes (Santa Fe, Argentina; 26 de abril de 1992) es un futbolista argentino. Juega como arquero y su primer equipo fue Unión de Santa Fe. Actualmente milita en La Perla del Oeste de la Liga Santafesina de Fútbol.

## Trayectoria
Abraham Reartes se inició futbolísticamente en Unión de Santa Fe, donde realizó todas las divisiones formativas hasta llegar a integrar el equipo de Reserva.
A principios de 2013, Facundo Sava lo convocó a su primera pretemporada con el plantel profesional. Ya con el equipo descendido, el técnico decidió no tener en cuenta a Martín Perafán y a Nicolás Caprio, lo que le dio a Reartes la chance de ser el arquero suplente en los dos últimos partidos del Torneo Final.
De cara a la temporada 2013/14 de la Primera B Nacional, las llegadas de Daniel Islas y Matías Castro, y el regreso de Ignacio Arce lo relegaron a ser el 4º arquero del plantel y apenas pudo integrar el banco de suplentes en la derrota por penales en Copa Argentina frente a Juventud Unida de San Luis. Una vez finalizado el torneo, Leonardo Madelón le comunicó que no lo tendría en cuenta y el club lo cedió por 6 meses a 9 de Julio de Rafaela. Allí tuvo su debut profesional y logró la continuidad que necesitaba en un equipo que llegó hasta las semifinales del Torneo Federal B, donde fue eliminado por Unión de Sunchales.
Luego de su préstamo, retornó a Unión pero el club decidió dejarlo en libertad de acción y el jugador arregló su incorporación a 9 de Julio de Morteros, equipo recientemente ascendido al Torneo Federal A.
Jugó también en Atlético Paraná y Cosmos FC.

## Clubes
| Club                   | País      | Año       |
| ---------------------- | --------- | --------- |
| Unión de Santa Fe      | Argentina | 2013-2014 |
| 9 de Julio de Rafaela  | Argentina | 2014-2015 |
| 9 de Julio de Morteros | Argentina | 2015      |
| 9 de Julio de Rafaela  | Argentina | 2016      |
| Atlético Paraná        | Argentina | 2017-2019 |
| Cosmos FC              | Argentina | 2019      |
| La Perla del Oeste     | Argentina | 2021-Act. |

### Estadísticas
- Actualizado al 16 de octubre de 2022

| Club                         | Div.                | Temporada           | Liga | Liga | Copa Nacional | Copa Nacional | Copa Internacional | Copa Internacional | Total | Total |
| Club                         | Div.                | Temporada           | PJ   | G    | PJ            | G             | PJ                 | G                  | PJ    | G     |
| ---------------------------- | ------------------- | ------------------- | ---- | ---- | ------------- | ------------- | ------------------ | ------------------ | ----- | ----- |
| Unión Argentina              |                     |                     |      |      |               |               |                    |                    |       |       |
| 1.ª                          | 2012/13             | 0                   | 0    | 0    | 0             | -             | -                  | 0                  | 0     |       |
| 2.ª                          | 2013/14             | 0                   | 0    | 0    | 0             | -             | -                  | 0                  | 0     |       |
| Total                        | Total               | 0                   | 0    | 0    | 0             | -             | -                  | 0                  | 0     |       |
| 9 de Julio (R) Argentina     |                     |                     |      |      |               |               |                    |                    |       |       |
| 4.ª                          | 2014                | 18                  | 0    | 0    | 0             | -             | -                  | 18                 | 0     |       |
| 4.ª                          | 2016                | 5                   | 0    | -    | -             | -             | -                  | 5                  | 0     |       |
| Total                        | Total               | 23                  | 0    | 0    | 0             | -             | -                  | 23                 | 0     |       |
| 9 de Julio (M) Argentina     |                     |                     |      |      |               |               |                    |                    |       |       |
| 3.ª                          | 2015                | 0                   | 0    | -    | -             | -             | -                  | 0                  | 0     |       |
| Total                        | Total               | 0                   | 0    | -    | -             | -             | -                  | 0                  | 0     |       |
| Atlético Paraná Argentina    |                     |                     |      |      |               |               |                    |                    |       |       |
| 3.ª                          | 2017/18             | 5                   | 0    | -    | -             | -             | -                  | 5                  | 0     |       |
| 3.ª                          | 2018/19             | 1                   | 0    | 0    | 0             | -             | -                  | 1                  | 0     |       |
| Total                        | Total               | 6                   | 0    | 0    | 0             | -             | -                  | 6                  | 0     |       |
| La Perla del Oeste Argentina |                     |                     |      |      |               |               |                    |                    |       |       |
| 4.ª                          | 2022/23             | 1                   | 0    | -    | -             | -             | -                  | 1                  | 0     |       |
| Total                        | Total               | 1                   | 0    | -    | -             | -             | -                  | 1                  | 0     |       |
| Total en su carrera          | Total en su carrera | Total en su carrera | 30   | 0    | 0             | 0             | -                  | -                  | 30    | 0     |